# Pothyne elongata
Pothyne elongata là một loài bọ cánh cứng trong họ Cerambycidae.